# تشارلز هنتر براون
تشارلز هنتر براون (بالإنجليزية: Charles Hunter Brown)‏ هو سياسي نيوزلندي، ولد في 1825، وتوفي في 1898. انتخب عضو مجلس النواب النيوزيلندي.